# Aloe kilifiensis
Aloe kilifiensis är en grästrädsväxtart som beskrevs av Hugh Basil Christian. Aloe kilifiensis ingår i släktet Aloe och familjen grästrädsväxter. IUCN kategoriserar arten globalt som starkt hotad. Inga underarter finns listade i Catalogue of Life.

## Bildgalleri

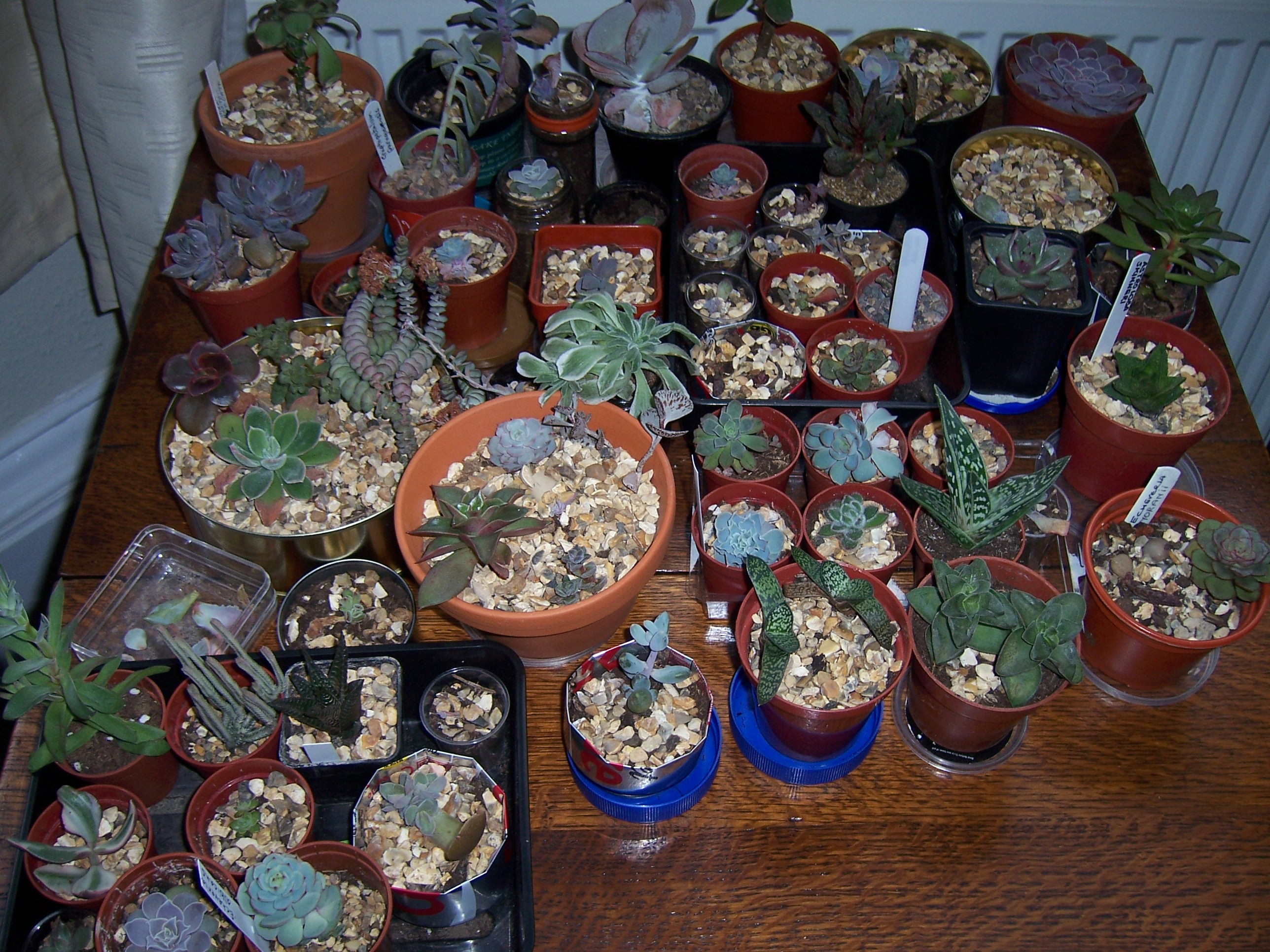
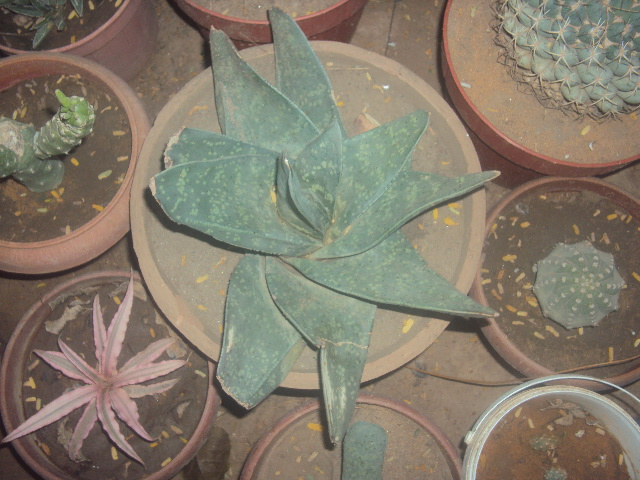
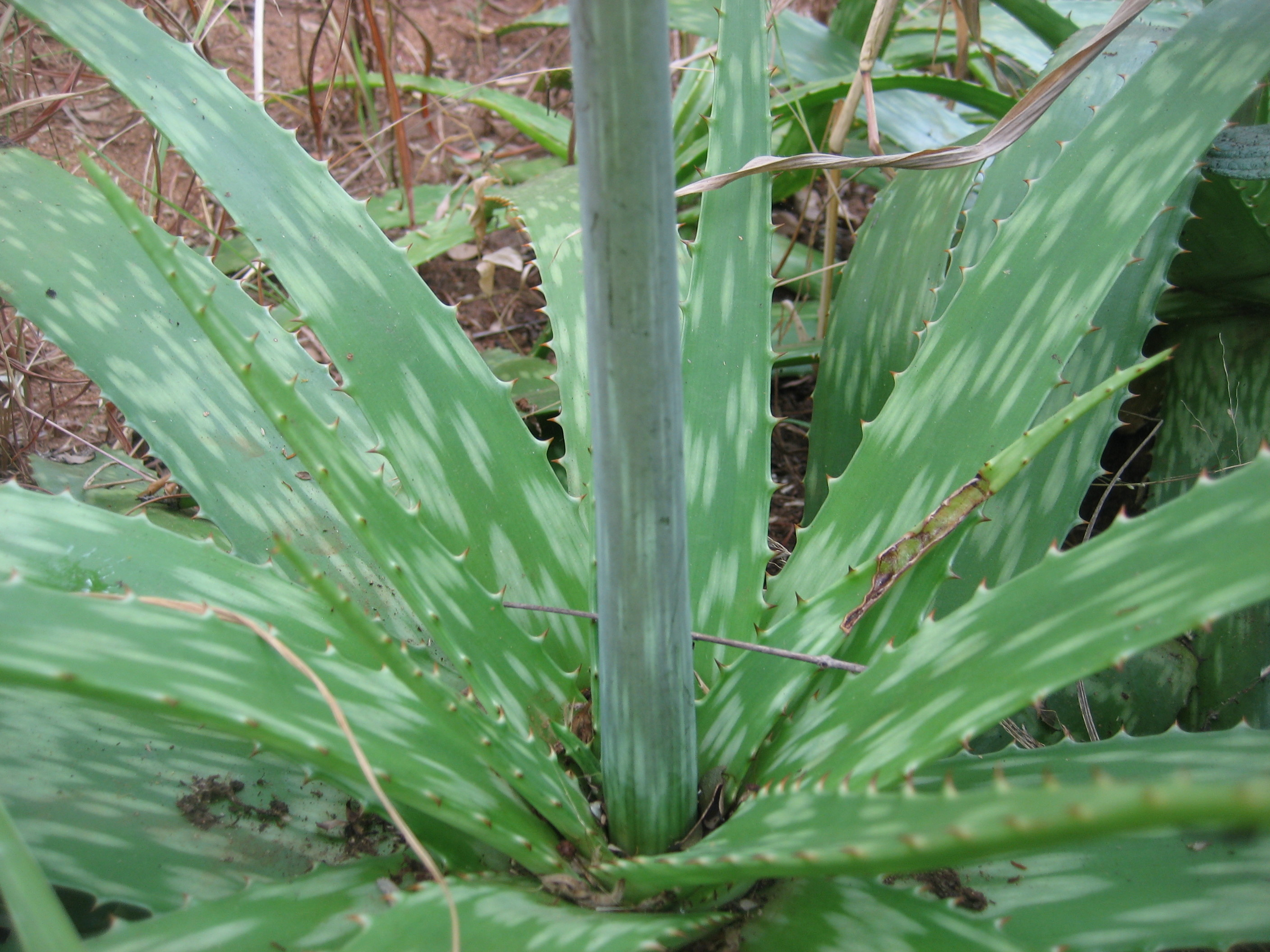
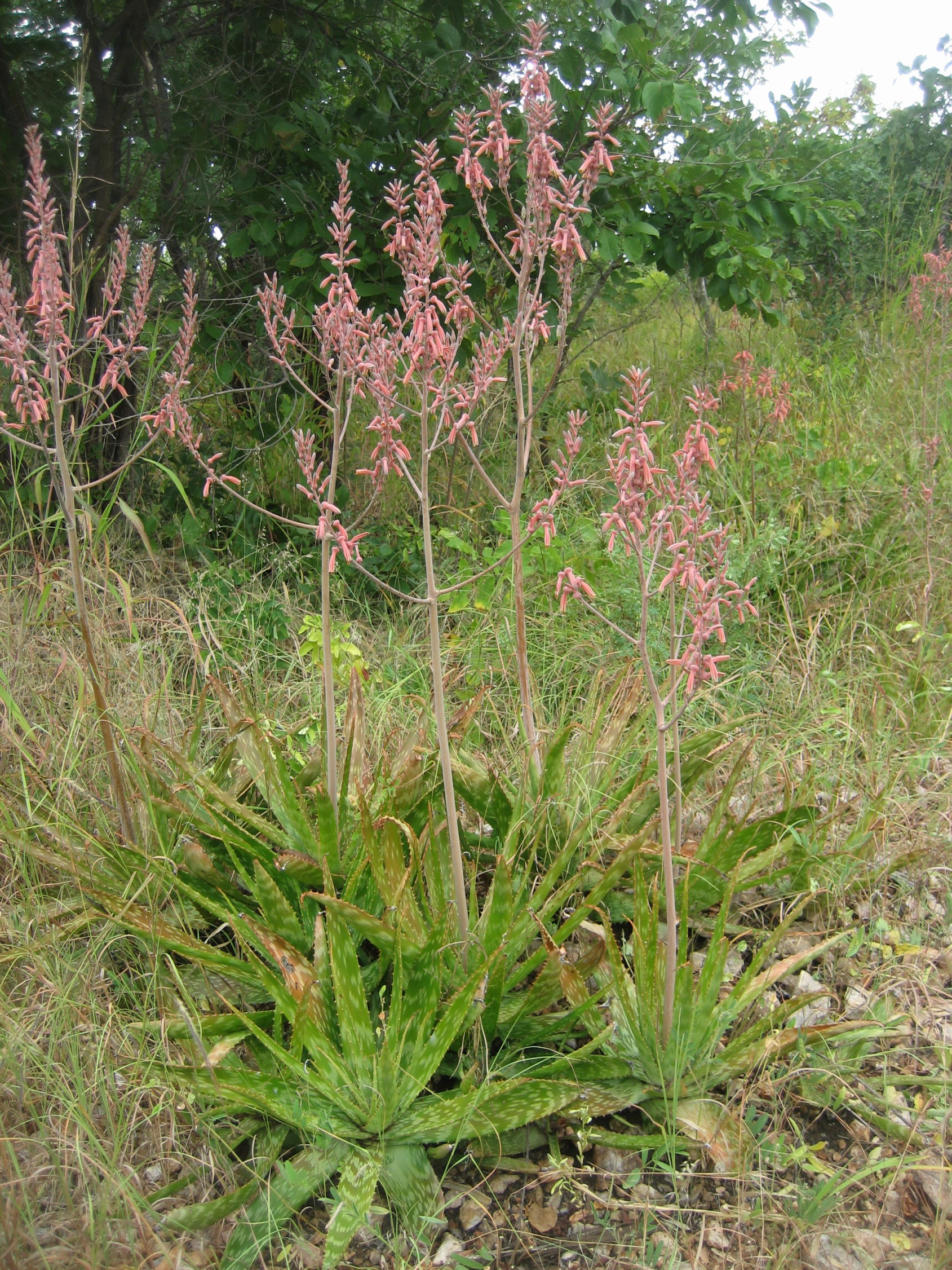